# Pribić Crkveni
Pribić Crkveni – wieś w Chorwacji, w żupanii zagrzebskiej, w gminie Krašić. W 2011 roku liczyła 173 mieszkańców.